# Vuurtoren van Boulogne-sur-Mer

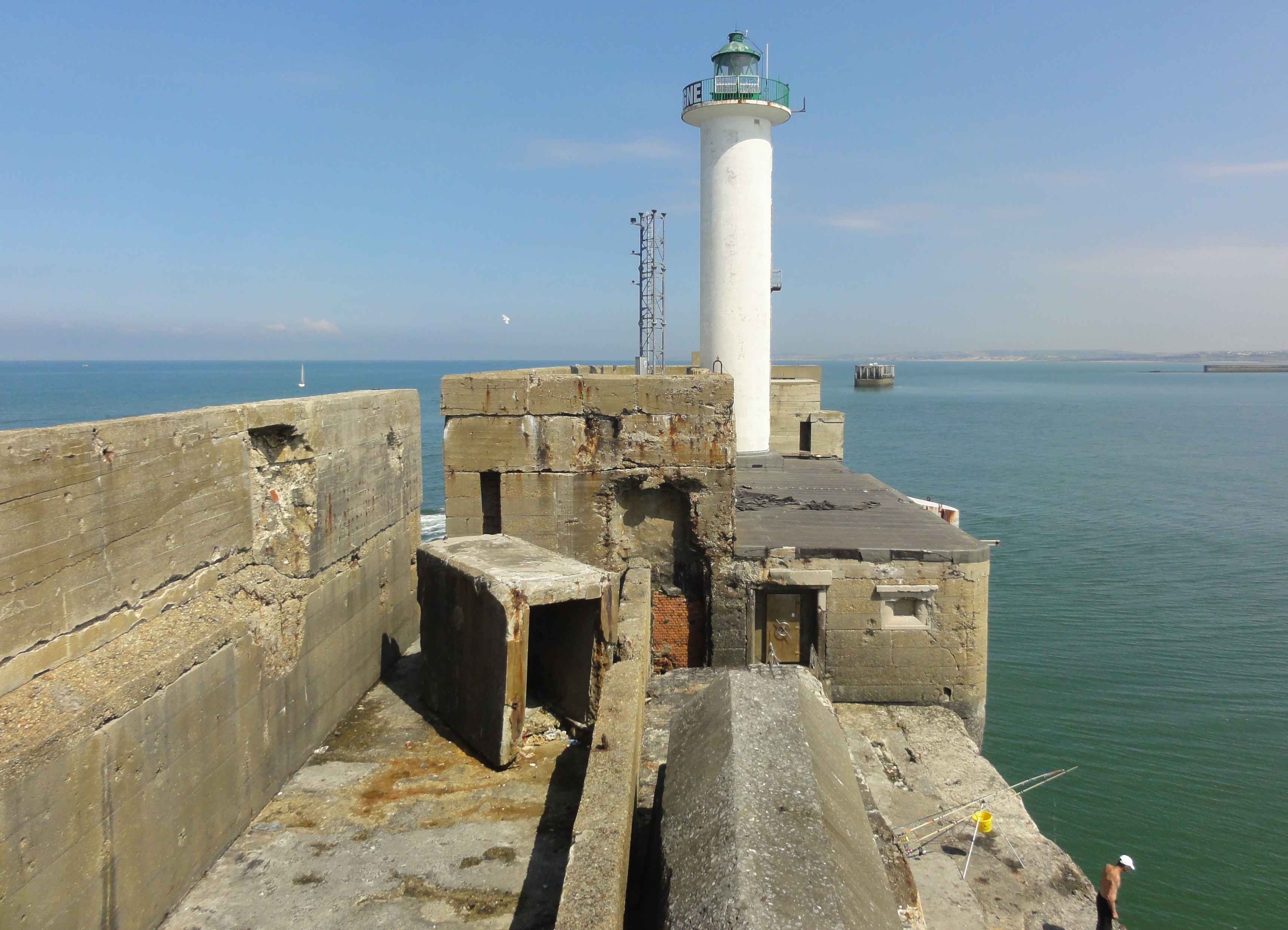
Vuurtoren van Boulogne-sur-Mer

De vuurtoren van Boulogne-sur-Mer (Phare Carnot) is een vuurtoren in de tot het departement Pas-de-Calais behorende stad Boulogne-sur-Mer.

## Geschiedenis
Te Boulogne bevond zich vanaf het jaar 39 een vuurtoren, in opdracht van keizer Caligula gebouwd. Dit was een der oudste vuurtorens ter wereld. Hij stond op de plaats van de huidige Calvaire des Marins, op een klif. In 811 werd hij hersteld in opdracht van Karel de Grote en in 1544 bouwden de Engelsen er een fort omheen. Het antieke bouwwerk werd niet meer onderhouden en het klif was onderhevig aan erosie, ook al omdat aan de voet een steengroeve in bedrijf was. In 1644 stortte het bouwwerk naar beneden en tot de jaren '30 van de 20e eeuw waren er overblijfselen van te zien.

## Heden
De huidige vuurtoren werd gebouwd in 1968 en werd geautomatiseerd. Hij bevindt zich op de Carnot-pier (jetée Carnot) op oude versterkingen. De cilindrische toren is wit en de lantaarn is groen.